# Cuộc sống tươi đẹp
Cuộc sống tươi đẹp (tiếng Ý: La vita è bella, tiếng Anh: Life Is Beautiful), phát âm tiếng Ý: [la ˈviːta ˈɛ bˈbɛlla]) là một bộ phim hài kịch của Ý năm 1997 do Roberto Benigni đạo diễn và đóng vai chính, đồng sáng tác bộ phim với Vincenzo Cerami. Benigni vào vai Guido Orefice, một chủ hiệu sách Người Ý gốc Do Thái, anh đã sử dụng trí tưởng tượng phong phú của mình để bảo vệ con trai mình khỏi nỗi kinh hoàng khi bị giam giữ trong một trại tập trung của Đức Quốc xã. Bộ phim được lấy cảm hứng một phần từ cuốn sách Cuối cùng, tôi đã đánh bại Hitler (In the End, I Beat Hitler) của Rbino Romeo Salmonì và cha của Benigni, bản thân ông đã trải qua hai năm trong trại tập trung Bergen-Belsen trong Chiến tranh Thế giới II.
Bộ phim là một thành công vượt trội về mặt thương mại và phê bình. Phim đã nhận được sự hoan nghênh rộng rãi, với các nhà phê bình khen ngợi câu chuyện, màn trình diễn, chỉ đạo và sự kết hợp giữa chính kịch và hài kịch, bất chấp một số lời chỉ trích về việc sử dụng chủ đề này cho mục đích hài hước. Phim đã thu về hơn 230 triệu đô la trên toàn thế giới, bao gồm 57,6 triệu đô la ở Hoa Kỳ, là phim nói tiếng nước ngoài có doanh thu cao thứ hai ở Hoa Kỳ (sau Ngọa hổ tàng long) và là một trong phim không nói tiếng Anh có doanh thu cao nhất mọi thời đại. National Board of Review đã đưa phim vào top 5 phim nước ngoài hay nhất năm 1998.
Bộ phim đã giành được giải Grand Prix tại Liên hoan phim Cannes 1998, chín giải David di Donatello Awards (bao gồm Phim hay nhất), năm giải Nastro d'Argento ở Ý, hai Giải phim châu Âu, và ba Giải Oscar, bao gồm Phim nói tiếng nước ngoài hay nhất và Nam diễn viên chính xuất sắc nhất cho Benigni, tác phẩm đầu tiên dành cho nam diễn viên không nói tiếng Anh.

## Nội dung
Năm 1939, tại Ý trong thời kỳ phát xít, Guido Orefice là một thanh niên người Ý gốc Do Thái đến làm việc tại thành phố Arezzo, ở Tuscany, nơi chú Eliseo của anh đang làm việc trong nhà hàng của một khách sạn. Guido hài hước, sắc sảo và đem lòng yêu một cô gái người ngoại quốc tên là Dora. Sau đó, anh gặp lại cô ở thành phố nơi cô là giáo viên và chuẩn bị đính hôn với Rodolfo, một quan chức chính quyền địa phương giàu có nhưng kiêu ngạo, người mà Guido thường xuyên đụng độ. Guido dựng lên nhiều tình tiết "tình cờ" để thể hiện sự quan tâm của mình dành cho Dora.
Cuối cùng, Dora cũng nhận ra tình cảm của anh. Trong tiệc đính hôn, Guido cưỡi trên một con ngựa và đánh cắp Dora khỏi tay vị hôn phu. Sau đó, họ kết hôn và có một con trai, Giosuè, cùng nhau điều hành một hiệu sách.
Năm 1944, trong Chiến tranh thế giới thứ hai, khi Bắc Ý bị Đức Quốc xã chiếm đóng, Guido, chú Eliseo và Giosuè bị bắt vào ngay ngày sinh nhật của Giosuè. Họ và nhiều người Do Thái khác bị buộc lên một chuyến tàu đến trại tập trung. Sau đó, Dora cũng tình nguyện lên tàu để được gần gia đình...

## Diễn viên
- Roberto Benigni trong vai Guido Orefice
- Nicoletta Braschi trong vai Dora Orefice
- Giorgio Cantarini trong vai Giosuè Orefice
- Giustino Durano trong vai chú Eliseo
- Horst Buchholz trong vai Bác sĩ Lessing
- Marisa Paredes trong vai mẹ của Dora
- Sergio Bustric trong vai Ferruccio
- Amerigo Fontani trong vai Rodolfo
- Lydia Alfonsi trong vai Guicciardini
- Giuliana Lojodice trong vai Hiệu trưởng
- Pietro Desilva trong vai Bartolomeo
- Francesco Guzzo trong vai Vittorino
- Raffaella Lebboroni trong vai Elena
- Claudio Alfonsi trong vai bạn của Rodolfo
- Richard Sammel trong vai Sĩ quan Waffen-SS
- Omero Antonutti là giọng nói của người kể chuyện ẩn danh

## Đón nhận

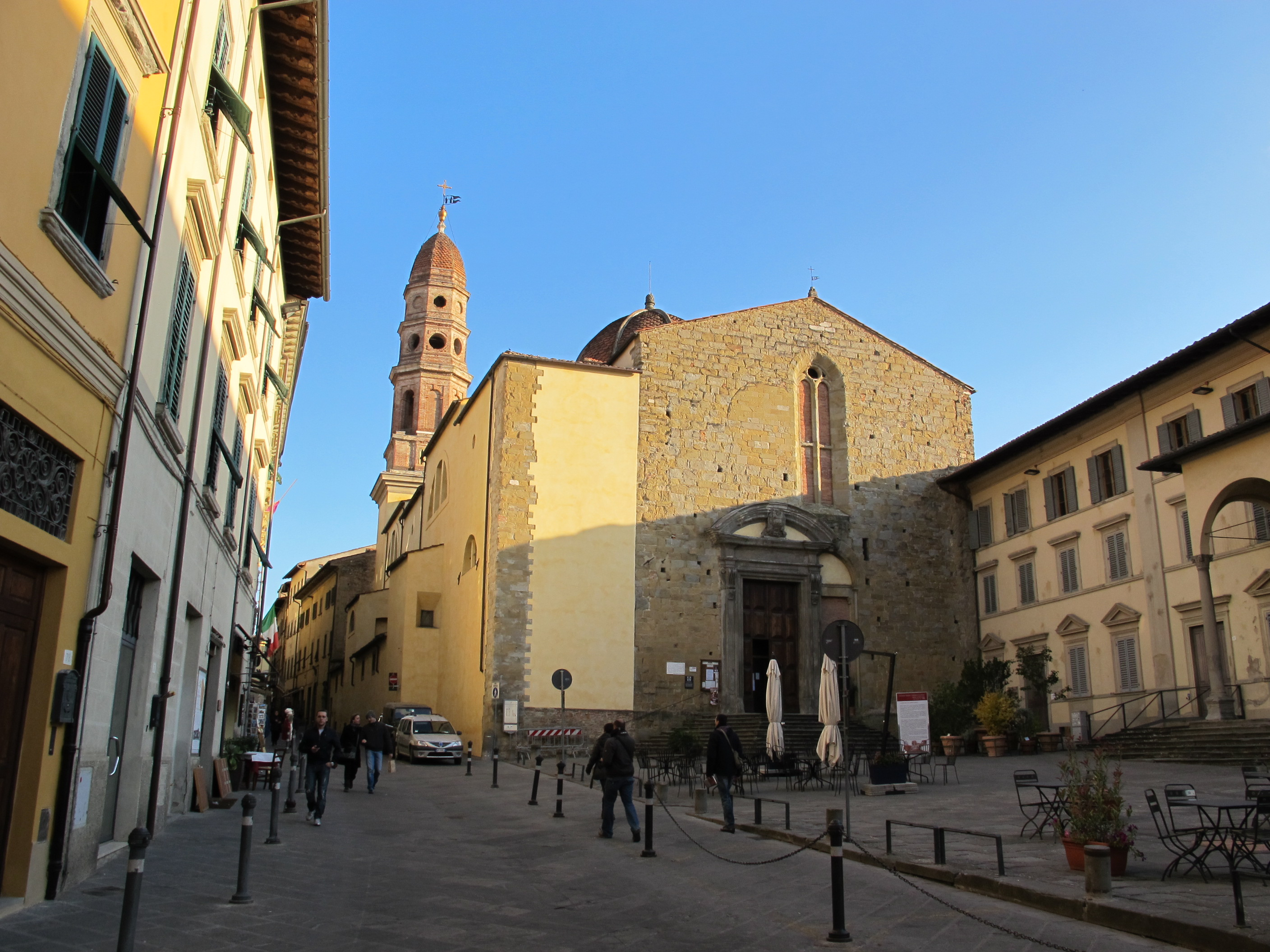
Phim được quay ở Arezzo, Tuscany, kể cả Badia delle Sante Flora e Lucilla.

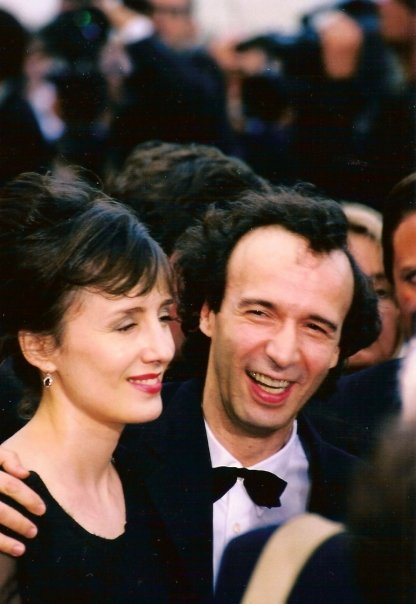
Roberto Benigni cùng vợ Nicoletta Braschi nhận về những đánh giá tích cực cho bộ phim nói chung và diễn xuất của anh nói riêng.

### Phòng vé
Cuộc sống tươi đẹp gặt hái nhiều thành công về mặt thương mại, kiếm được 48,7 triệu đô la ở Ý. Phim cũng là phim Ý có doanh thu cao nhất ở quê hương cho đến năm 2011, khi đứng sau What a Beautiful Day của Checco Zalone vượt qua.
Bộ phim cũng thành công ở phần còn lại của thế giới, thu về 57,6 triệu đô la tại Hoa Kỳ và Canada và 123,8 triệu đô la ở các vùng lãnh thổ khác, với tổng doanh thu toàn cầu là 230,1 triệu đô la. Phim đã vượt qua bộ phim Ý Il Postino: The Postman để trở thành bộ phim nói tiếng nước ngoài có doanh thu cao nhất tại Hoa Kỳ cho đến khi bị Ngọa hổ tàng long (2000) vượt qua.

### Đón nhận quan trọng
Báo chí Ý ca ngợi bộ phim, với Benigni được coi như một "anh hùng dân tộc". Giáo hoàng John Paul II, trong buổi chiếu riêng với Benigni, đã xếp phim vào năm bộ phim yêu thích nhất của ông. Phim có xếp hạng phê duyệt 80% "Độ tươi" trên trang web tổng hợp đánh giá Rotten Tomatoes, dựa trên 92 bài đánh giá với điểm trung bình là 7,50/10. Sự đồng thuận của trang web có nội dung: "Sự quyến rũ nghiêm túc của Benigni, khi không vượt qua giới hạn của phim để bật lại một cách không cần thiết, mang đến khả năng hy vọng khi đối mặt với nỗi kinh hoàng không nguôi".

## Giải thưởng
Cuộc sống tươi đẹp trình chiếu tại Liên hoan phim Cannes 1998, và tiếp tục giành giải Grand Prix. Khi nhận giải, Benigni đã hôn chân chủ tịch ban giám khảo Martin Scorsese.
Tại Giải Oscar lần thứ 71, Benigni đã giành giải Nam diễn viên chính xuất sắc nhất, với bộ phim đã giành thêm hai giải thưởng cho Âm nhạc gốc hay nhất  và Phim nói tiếng nước ngoài hay nhất. Benigni nhảy lên ghế khi tiến lên sân khấu để nhận giải thưởng đầu tiên trong đời, và khi nhận giải thưởng thứ hai, ông nói: "Đây là một sai lầm khủng khiếp vì tôi đã sử dụng hết vốn tiếng Anh của tôi!"
| Giải thưởng                              | Ngày trao giải         | Giải                                                                     | Người nhận                                       | Kết quả   | Tham khảo |
| ---------------------------------------- | ---------------------- | ------------------------------------------------------------------------ | ------------------------------------------------ | --------- | --------- |
| Giải Oscar                               | 21 tháng 3 năm 1999    | Phim hay nhất                                                            | Elda Ferri và Gianluigi Braschi                  | Đề cử     | [ 16 ]    |
| Giải Oscar                               | 21 tháng 3 năm 1999    | Đạo diễn xuất sắc nhất                                                   | Roberto Benigni                                  | Đề cử     | [ 16 ]    |
| Giải Oscar                               | 21 tháng 3 năm 1999    | Nam diễn viên chính xuất sắc nhất                                        | Roberto Benigni                                  | Đoạt giải | [ 16 ]    |
| Giải Oscar                               | 21 tháng 3 năm 1999    | Kịch bản gốc hay nhất                                                    | Roberto Benigni và Vincenzo Cerami               | Đề cử     | [ 16 ]    |
| Giải Oscar                               | 21 tháng 3 năm 1999    | Phim nói tiếng nước ngoài hay nhất                                       | Nước Ý                                           | Đoạt giải | [ 16 ]    |
| Giải Oscar                               | 21 tháng 3 năm 1999    | Dựng phim hay nhất                                                       | Simona Paggi                                     | Đề cử     | [ 16 ]    |
| Giải Oscar                               | 21 tháng 3 năm 1999    | Nhạc hay nhất                                                            | Nicola Piovani                                   | Đoạt giải | [ 16 ]    |
| Giải thưởng Viện phim Úc                 | 1999                   | Phim nước ngoài hay nhất                                                 | Roberto Benigni, Elda Ferri và Gianluigi Braschi | Đoạt giải | [ 18 ]    |
| Giải BAFTA                               | 11 tháng 4 năm 1999    | Phim quốc tế hay nhất                                                    | Roberto Benigni, Elda Ferri và Gianluigi Braschi | Đề cử     | [ 19 ]    |
| Giải BAFTA                               | 11 tháng 4 năm 1999    | Kịch bản gốc xuất sắc nhất                                               | Roberto Benigni và Vincenzo Cerami               | Đề cử     | [ 19 ]    |
| Giải BAFTA                               | 11 tháng 4 năm 1999    | Nam diễn viên chính xuất sắc nhất                                        | Roberto Benigni                                  | Đoạt giải | [ 19 ]    |
| Liên hoan phim Cannes                    | 13–24 tháng 5 năm 1998 | Giải thưởng lớn                                                          | Roberto Benigni                                  | Đoạt giải | [ 14 ]    |
| Giải César                               | 6 tháng 3 năm 1999     | Phim nước ngoài hay nhất                                                 | Roberto Benigni                                  | Đoạt giải | [ 20 ]    |
| Giải Lựa chọn của giới phê bình điện ảnh | 19 tháng 1 năm 1999    | Phim hay nhất                                                            |                                                  | Đề cử     | [ 21 ]    |
| Giải Lựa chọn của giới phê bình điện ảnh | 19 tháng 1 năm 1999    | Phim nói tiếng nước ngoài hay nhất                                       | Roberto Benigni                                  | Đoạt giải | [ 21 ]    |
| Giải David di Donatello                  | 1998                   | Phim hay nhất                                                            | Roberto Benigni                                  | Đoạt giải | [ 22 ]    |
| Giải David di Donatello                  | 1998                   | Đạo diễn hay nhất                                                        | Roberto Benigni                                  | Đoạt giải | [ 22 ]    |
| Giải David di Donatello                  | 1998                   | Nhà sản xuất xuất sắc nhất                                               | Elda Ferri và Gianluigi Braschi                  | Đoạt giải | [ 22 ]    |
| Giải David di Donatello                  | 1998                   | Kịch bản hay nhất                                                        | Roberto Benigni và Vincenzo Cerami               | Đoạt giải | [ 22 ]    |
| Giải David di Donatello                  | 1998                   | Nam diễn viên chính xuất sắc nhất                                        | Roberto Benigni                                  | Đoạt giải | [ 22 ]    |
| Giải David di Donatello                  | 1998                   | Nam diễn viên phụ xuất sắc nhất                                          | Sergio Bustric                                   | Đề cử     | [ 22 ]    |
| Giải David di Donatello                  | 1998                   | Quay phim xuất sắc nhất                                                  | Tonino Delli Colli                               | Đoạt giải | [ 22 ]    |
| Giải David di Donatello                  | 1998                   | Biên tập xuất sắc nhất                                                   | Simona Paggi                                     | Đề cử     | [ 22 ]    |
| Giải David di Donatello                  | 1998                   | Âm thanh hay nhất                                                        | Tullio Morganti                                  | Đề cử     | [ 22 ]    |
| Giải David di Donatello                  | 1998                   | Bản nhạc hay nhất                                                        | Nicola Piovani                                   | Đề cử     | [ 22 ]    |
| Giải David di Donatello                  | 1998                   | Thiết kế sản xuất xuất sắc nhất                                          | Danilo Donati                                    | Đoạt giải | [ 22 ]    |
| Giải David di Donatello                  | 1998                   | Trang phục đẹp nhất                                                      | Danilo Donati                                    | Đoạt giải | [ 22 ]    |
| Giải David di Donatello                  | 1998                   | Scholars Jury David                                                      | Roberto Benigni                                  | Đoạt giải | [ 22 ]    |
| Giải thưởng Điện ảnh châu Âu             | 7 tháng 12 năm 1998    | Phim hay nhất                                                            | Elda Ferri và Gianluigi Braschi                  | Đoạt giải | [ 23 ]    |
| Giải thưởng Điện ảnh châu Âu             | 7 tháng 12 năm 1998    | Nam diễn viên chính xuất sắc nhất                                        | Roberto Benigni                                  | Đoạt giải | [ 23 ]    |
| Liên hoan phim Jerusalem                 | 1998                   | Trải nghiệm Do Thái tốt nhất                                             |                                                  | Đoạt giải | [ 24 ]    |
| Giải thưởng Hiệp hội Diễn viên Màn ảnh   | 7 tháng 3 năm 1999     | Màn trình diễn xuất sắc của dàn diễn viên                                | Diễn viên                                        | Đề cử     | [ 25 ]    |
| Giải thưởng Hiệp hội Diễn viên Màn ảnh   | 7 tháng 3 năm 1999     | Diễn xuất xuất sắc của Nam diễn viên trong vai chính trong phim điện ảnh | Roberto Benigni                                  | Đoạt giải | [ 25 ]    |
| Liên hoan phim quốc tế Toronto           | 10–19 tháng 9 năm 1998 | Giải thưởng do khán giả bình chọn                                        | Roberto Benigni                                  | Đoạt giải | [ 26 ]    |